# Eptesicus furinalis
Eptesicus furinalis és una espècie de ratpenat de la família dels vespertiliònids. Viu a l'Argentina, Belize, Bolívia, el Brasil, Costa Rica, l'Equador, El Salvador, la Guaiana Francesa, Guatemala, la Guaiana, Hondures, Mèxic, Nicaragua, Panamà, el Paraguai, el Perú, Surinam i l'Uruguai. No se sap gaire cosa sobre el seu hàbitat i la seva ecologia. No hi ha cap amenaça significativa per a la supervivència d'aquesta espècie.